# خازوق

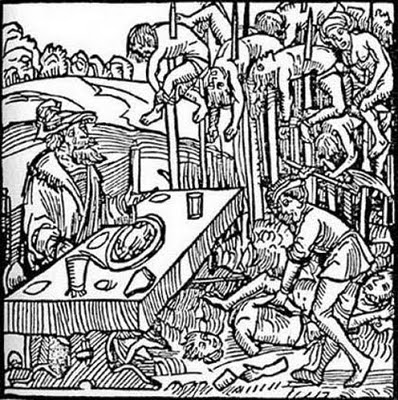

الخازوق هي وسيلة إعدام وتعذيب، وهي تمثل إحدى أشنع وسائل الإعدام، حيث تخترق جسد الضحية عصا طويلة وحادة من ناحية وإخراجها من الناحية الأخرى. يدخل الخازوق من فم الضحية أحيانا، وفي الأعم الأغلب من فتحة الشرج. بعدها يُثبت الخازوق في الأرض ويترك الضحية معلقا حتى الموت. في معظم الأحيان يُدخل الخازوق بطريقة تمنع الموت الفوري، ويستخدم الخازوق نفسه كوسيلة لمنع نزف الدم، وبالتالي إطالة معاناة الضحية لأطول فترة ممكنة تصل إلى عدة ساعات، وإذا كان الجلاد ماهراً فإنها تصل إلى يوم كامل.

## تاريخ
يذكر المؤرخ الإغريقي هيرودوت أن الملك الفارسي داريوس الأول قام بإعدام نحو 3000 بابلي بالخازوق عندما استولى على مدينة بابلوربما كانت هذه أقدم إشارة لهذه الأداة في كتب التاريخ
كما استُخدم الخازوق أيضاً في السويد خلال القرن السابع عشر الميلادي. وقد استخدم لعقاب المتمردين في إقليم تيرا سكانيا الدانماركي، وكان الخازوق يُدخل بين العمود الفقري والجلد، وبهذه الطريقة كانت الضحية تظل تعاني لأربعة أو خمسة أيام قبل الموت.
ما بين القرنين الرابع عشر والثامن عشر كان الخازوق هو وسيلة إعدام الخونة في اتحاد الكومنولث البولندي - الليتواني.
ومن المرجح أن استخدام الخازوق كان شائعا في العصور الوسطى في أوروبا، كما أنه من الشائع أن كلا من «فلاد الوالاشي» المعروف بـ«دراكولا»، والروسي «إيفان» الرهيب كانا أشهر مستخدمين لطريقة الإعدام هذه.
حيث يُدخل الخازوق من فتحة الشرج ليخرج من أعلى الكتف الأيمن دون أن يمس الأجزاء الحيوية من جسم الإنسان كالقلب والرئتين بأذى قد يودي بحياة «المُخَوْزَق» سريعاً. أما إذا مات «المُخَوزَق» أثناء عملية «الخَوزَقَة» فيحاكم الجلاد بتهمة الإهمال الجسيم وقد يتعرض لتنفيذ العقوبة نفسها عقابا له على إهماله.
بالطبع أشهر حالة «خوزقة» في تاريخنا الحديث هي حالة «سليمان الحلبي»، الذي قتل القائد الفرنسي «كليبر». وفي وقتنا الحالي ردد كثير من السجناء الذين خرجوا من معتقلات في العراق حكايات حول عمليات إعدام بالخازوق كانت تجري في المعتقلات.

## إفريقيا

### مصر
بعد الحكم على سليمان الحلبي بحرق يده اليمنى ثم إعدامه بالخزق وكانت هذه الفعلة تمارس لأول مرة في تاريخ الجيش الفرنسي.
يؤكد جان دي تيفنو، أثناء سفره في الإمبراطورية العثمانية وأراضيها مثل مصر في أواخر خمسينيات القرن السادس عشر، على الاختلافات الإقليمية في وتيرة استخدام الخازوق،  كتب دي تيفنو عن القسطنطينية والأناضول أن الخوزقة «لم تُمارس كثيرًا» و «نادرًا ما توضع موضع التنفيذ». كان الاستثناء الذي أبرزه هو حالة المسيحيين في القسطنطينية. إذا تحدث مسيحي أو قام بتصرف يخالف القانون، أو تزاوج مع امرأة تركية، أو اقتحم مسجدًا، فقد يواجه الخازوق ما لم يعتنق الإسلام. في المقابل، يقول دي تيفنو أن الخوزقة في مصر كانت «عقوبة عادية جدًا» ضد العرب هناك، في حين أن الأتراك في مصر خُنقوا في السجن بدلاً من إعدامهم علنًا مثل السكان الأصليين.

### جنوب إفريقيا
كانت قبائل الزولو تعاقب الجنود الذين فشلوا في تأدية الخدمة العسكرية بالخزق.

## آسيا

### اليابان
في الحرب العالمية الثانية كان الجنود اليابانيون يعدمون أسرى الحرب بالخزق بوضعهم على نباتات البامبو التي تنمو جزء بجزء حتى تخترق الأجسام تماماً من الشرج إلى الرأس.

### جنوب آسيا
كانت عقوبة قتل الملك أو سبه أو اتهامه الخزق.